# Aleksandr Kurotjkin
Aleksandr Kurotjkin (født 10. august 1926 i Irkutsk i Sovjetunionen, død 10. april 2002) var en sovjetisk filminstruktør og manuskriptforfatter.

## Filmografi
- Passazjir s Ekvatora (Пассажир с «Экватора», 1968)[1][2]